# Jensen C-V8
Der Jensen C-V8 war ein Sportwagen der GT-Klasse, der zwischen 1962 und 1966 von dem britischen Automobilhersteller Jensen gebaut wurde.
Er war der Nachfolger des von 1955 bis 1963 in unterschiedlichen Ausführungen gebauten Jensen 541 und hatte wie dieser eine Karosserie aus glasfaserverstärktem Kunststoff, die auf einem Rohrrahmen aufbaute. Anders als der Wettbewerber Aston Martin griff Jensen beim Antriebsstrang auf bewährte Großserientechnik zurück. Zum Einsatz kamen großvolumige Achtzylinder-V-Motoren und Getriebe von Chrysler.
Das Design stammte von dem Jensen-Chefdesigner Eric Neale und wurde seinerzeit kontrovers diskutiert. Vor allem die auffällige Fahrzeugfront mit Doppelscheinwerfern war Zentrum der Kritik von Kunden und Motorpresse.
Insgesamt wurden in der fünfjährigen Bauzeit 500 Fahrzeuge im Werk West Bromwich produziert. Dabei erfuhr der C-V8 zwei Modellpflegen, die als Mk II und Mk III bezeichnet werden.

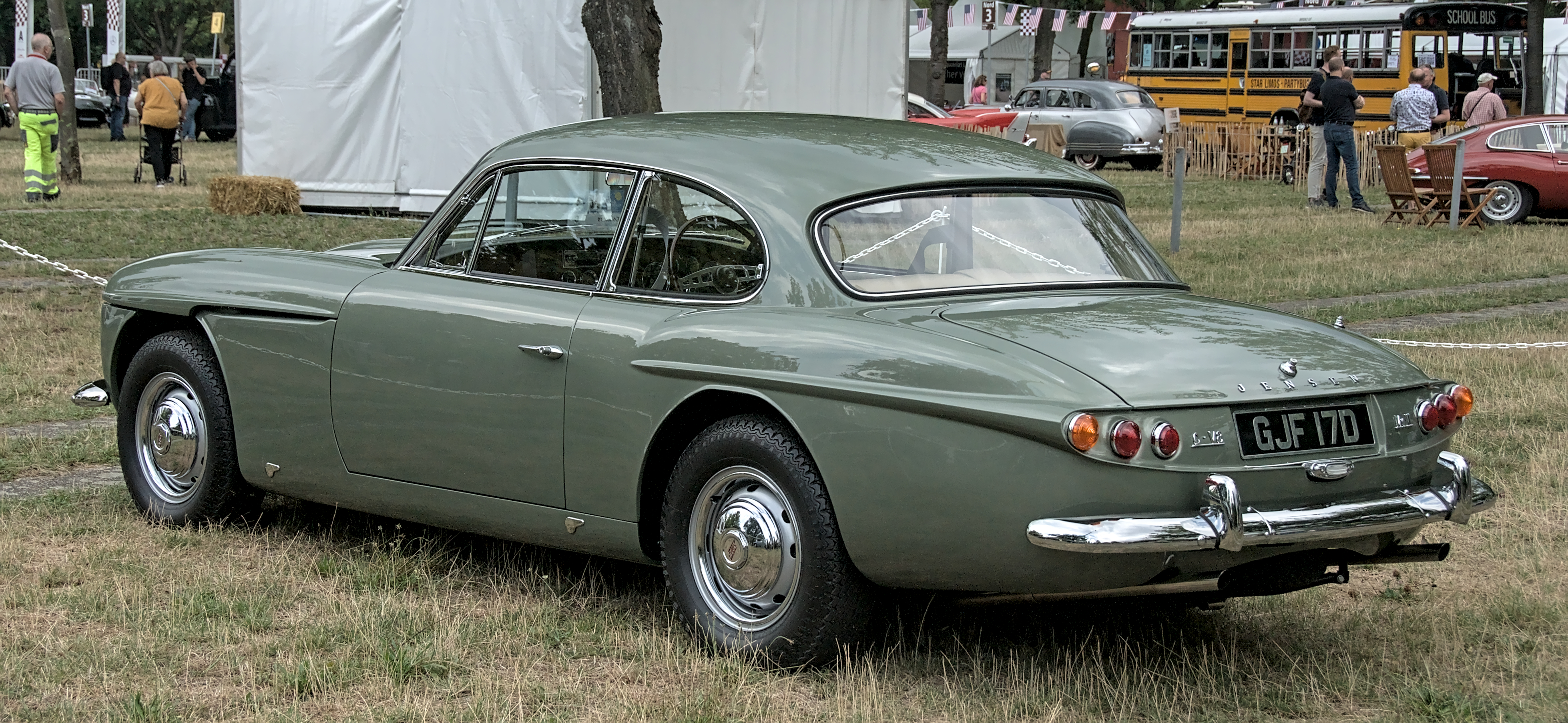
Heckansicht